# Shinobido: La Senda del Ninja
Shinobido: La Senda del Ninja es un videojuego de sigilo desarrollado para PlayStation 2 por Acquire y publicado por Spike. Este videojuego sólo es para un jugador. 

## Argumento
Es un juego que nos sitúa en el Japón feudal en el feudo ficticio de Utakata donde nos pondremos en el papel de Goh, un ninja que después de perder sus recuerdos, debe recuperar trozos de su alma en esta aventura, de modo que cada trozo de alma contiene sus recuerdos. Para recuperar dichos trozos, nuestro personaje debe ir haciendo misiones,(recuperar los fragmentos del alma) las cuales nos encargaran tres señores feudales diferentes, que planean empezar una guerra para conquistar Utakata. Los tres te quieren de su lado, y según la confianza que tienes con cada uno te mandará misiones más difíciles o más fáciles. De todos modos, somos nosotros mismos quienes decidimos de que lado estamos, así que la historia puede ser muy distinta según de que lado nos posicionemos, aunque nuestro objetivo sea el mismo, recuperar los recuerdos de Goh. Para coger confianza con un señor feudal, solo debemos hacer sus misiones, y poco a poco confiará más en nosotros. El juego se desarrolla en tercera persona. En cuanto a la historia, no es muy lineal, y estamos en total interacción con ella.

## Personajes

### Personajes principales
Goh: Es el personaje principal de la historia. Es un ninja del extinto clan Asuka,  Perdió sus recuerdos cuando su aldea fue destruida y estos se dividieron en fragmentos por todo Utakata. Su apodo es Karasu (カラス, del japonés, Cuervo).
Kinu: Es una ninja del clan Asuka y compañera de Goh. Posee habilidades muy parecidas a Goh, salvo la diferencia del arma principal, siendo de su preferencia una especie de mayal de armas, pero camuflado como un kubotan.
Zaji: Compañero de Goh y Kinu, ninja prodigio del clan Asuka.
Gamuran: El antagonista principal. Es un poderoso nigromante que busca prolongar su vida de forma indefinida, hasta que fue encerrado en un santuario en la misma aldea Asuka. En el momento que es liberado de su letargo, comienza el inicio de la trama..
Kabuto: El líder del clan ninja Taraba y asistente de Gamuran.

### Señores Feudales
Aunque en el caso de Ichijo, éste sea un daimyō, o Akame un poderoso chōnin, se optará por Señor Feudal para evitar confusiones, pues realmente son figuras de influencia en la ficticia Utakata, aunque el hecho de que Akame no porte ninguna katana, hace dudar de si realmente es un samurái de pleno derecho.
Nobuteru Ichijo: Es el primer señor feudal que se nos presenta en la historia. De un semblante típico de un daimyo durante el período Sengoku, Ichijo se muestra como una persona serena, incluso cuando las cosas le van mal, más que enfadarse, muestra una actitud derrotista y triste. Son de su propiedad el Castillo de Utakata y la Fortaleza Murakumo.
Kagetora Akame: De personalidad terca y clásica de un yakuza, Akame es el señor feudal más violento de los tres. Durante el combate emplea un arma de chispa. Son de su propiedad el Castillo Fudo y el Pasaje de Kongo.
Sadame: Fundadora de la Fe de Amurita, ilustre monje del cual dice que fue amante. Emplea unas katanas duales en el combate. Son de su propiedad las Torres Sotai y la Fortaleza Mokuami.

## Sonido y efectos
La banda sonora de este juego está compuesta, en su mayor parte, por instrumentos de viento y percusión de distintos tipos. Las melodías tienen un fuerte matiz oriental. El número de canciones es un poco limitado, pero aun así no llegan a ser repetitivas.
En lo que a efectos se refiere, es también buena la sensación que dan los sonidos por ejemplo al atravesar a un enemigo con la espada, al tirarlas, etc. Además del sonido de las armas, también hay que destacar las voces, que podremos escuchar tanto en inglés como en japonés (originales).

## Jugabilidad
La jugabilidad es abierta, teniendo sistemas como el Combate (armado con una Ninjatō, shurikens y makibishi), la Escalada (con garfio incluido), el Asesinato Sigiloso (el cual se puede ejecutar también a través de esquinas, salientes o puertas), la utilización de objetos y la fabricación de estos últimos con alquimia. 
A partir de cierto punto del juego, nos brindarán la oportunidad de fabricar nuestros propios objetos con potes de alquimia, con sus distintas propiedades, las cuales daremos a nuestros distintos compuestos gracias a los ingredientes que vayamos recogiendo durante las misiones. De ésta forma podemos crear sushis explosivos que den una sorpresa a nuestros enemigos, pociones para curarnos o aumentar nuestra velocidad o fuerza, esferas de humo que desprenden gases que dejan inconscientes a nuestros enemigos, o nos fortalezcan. También, a través de ciertas combinaciones, se pueden conseguir técnicas que nos dan la capacidad de revivir una vez, explotar y alejar tanto enemigos como objetos, rastrear objetos con el uso de un mapa o saltar dos veces seguidas en el aire.
El asesinato sigiloso reporta muchos puntos en todas las misiones salvo que la condición especial de ésta indique lo contrario. Puedes ejecutar asesinatos sigilosos a todos los enemigos, salvo en excepciones, como cuando estén en alerta o buscándote.
La escalada del juego se basa principalmente en saltar y aumentar nuestra altura a través de la escalada de superficies, pero también podemos correr brevemente por las paredes, pudiendo asesinar a un enemigo que no estuviera en una ángulo adecuado, o usar el garfio en pleno salto para evitar una caída mortal. Estos tres aspectos son combinables entre sí, lo cual con cierta destreza, puede aportar una gran ventaja ante ciertos momentos del videojuego.
El  combate se basa en una fuerza básica de 100, la cual es aumentable a través de pociones que se pueden comprar, como la medicina para el bazo. Esto también ocurre con la Salud, tanto de Kinu como Goh. Sin una gran cantidad de combos, los cuales se pueden variar usando el joystick, tenemos la opción de lanzar shurikens u orbes explosivas fabricadas con alquimia, e incluso aplicar efectos para dejar inconsciente a nuestros enemigos, y poder ejecutar una acción de asesinato sigiloso en pleno combate. También puedes atacar estando agachado, posición desde la que lanza un ataque cargado. Los ataques entre los dos personajes jugables varían, pero en ejecución de botones son idénticos.
Mientras más misiones realizas, más tiempo pasará en Utakata, y nuevos clanes Ninja empezarán a aparecer durante tus misiones, ya que algunos serán contratados por los señores feudales, y la rivalidad será una constante. La dificultad irá aumentando ligeramente, y al igual, los señores feudales irán realizando sus movimientos estratégicos, obteniendo Arcos de Disparo Rápido y Movimientos especiales en el transcurso de los días. Nuestras acciones también afectarán directamente a las facciones implicadas durante nuestras misiones. Que nos descubran conllevará en que la gente sepa que fue un Ninja Asuka, y los señores para los que no hayas hecho la misión en cuestión se enfadarán contigo, llegando incluso al punto de mandar asaltantes a tu casa.
El juego posee dos modos de edición de mapas. Puedes crear tus propias misiones con las distribuciones de objetos y enemigos que tu quieras, y también puedes personalizar tu jardín. El Jardín de Goh solo funciona en el modo historia, y será el mapa en el que jugarás cada vez que tengas que tengas que defender tu hogar de enemigos. Los bárbaros buscarán ir a tu casa para robar tus objetos, los cuales puedes recuperar acabando con los portadores de una bolsa verde, o comprándolos de vuelta si éstos ya se fueron del mapa. Los asaltantes que envíen los señores feudales buscarán siempre a Goh para acabar con él, y en caso de perder toda la salud, robarán la mitad del dinero que tengas en ese momento.